# 岐阜大学工业短期大学部
岐阜大学工业短期大学部（日语：／ Gifu Daigaku Kōgyō Tankidaigakubu *），简称岐大工短，是过去一所位于日本岐阜县岐阜市的国立短期大学。

## 概要

### 简介
- 短期大学为于1959年开办[1]、由日本国经营。招生到于1991年[2]、停办于1994年。为男女同校从开办。

### 历史
- 1959年 岐阜大学工业短期大学部成立并同时设置两个学科、以下列举。
  - 机械科第二部
  - 工业化学科第二部
- 1965年 两个学科成立、以下列举[2]。
  - 土木科第二部。
  - 纤维科
- 1966年 电气科第二部成立[2]。
- 1969年 四个学科改名为、以下列举[2]。
  - 机械科→机械工学科第二部
  - 土木科→ 土木工学科第二部
  - 电气科→电气工学科第二部
  - 纤维科→纤维科工学科第二部
- 1991年 招生最后、次年停止招生（正式停办于1994年3月31日[2]）。

## 学校环境
- 校区：在了岐阜县岐阜市[注 1]

## 历任校长
- 加藤晃：最后短期大学校长[3]。

## 组织

### 学科
- 机械工学科第二部
- 工业化学科第二部
- 土木工学科第二部
- 纤维工学科第二部
- 电气工学科第二部

### 专科
| - 没有 |

### 业余课程
| - 没有 |

## 相关链接
- 日本短期大学列表
- 岐阜大学医疗技术短期大学部：已停办